# 陳景容
陳 景容（ちん けいよう、1934年 - ）は、台湾の画家。台湾師範大学教授。

## 概要
日本統治時代の台湾台中州（現在の彰化県）生まれ。台湾師範大学卒業後、日本の武蔵野美術大学、東京学芸大学に留学。油絵、水彩画、版画、彫刻などを制作。シュールレアリズム風の作風。フランスサロン展に数回入選のほか、1994年にはフランス秋季サロン会員となる。2008年には北京オリンピック美術大会特別賞受賞。